# Александрувка (Сувальський повіт)
Александрувка (пол. Aleksandrówka) — село в Польщі, у гміні Шиплішки Сувальського повіту Підляського воєводства.
Населення — 17 осіб (2011).
У 1975—1998 роках село належало до Сувальського воєводства.

## Демографія
Демографічна структура станом на 31 березня 2011 року:
|          | Загалом | Допрацездатний вік | Працездатний вік | Постпрацездатний вік |
| -------- | ------- | ------------------ | ---------------- | -------------------- |
| Чоловіки | 9       | 2                  | 6                | 1                    |
| Жінки    | 8       | 0                  | 8                | 0                    |
| Разом    | 17      | 2                  | 14               | 1                    |